# C.R.A.S.H.-B. Sprints 2017
Il C.R.A.S.H.-B. Sprints 2017  è stata la 37ª edizione della più importante competizione mondiale per la pratica dell'indoor rowing. La manifestazione si è svolta il 12 febbraio 2017 alla Agganis Arena di Boston. Delle 37 edizioni disputate, questa è la 23ª nella quale si è gareggiato sulla distanza di 2.000 metri.

## Risultati
Legenda:
- HW = en. Heavyweight - it. Peso massimo
- LW = en. Lightweight - it. Peso leggero

### Uomini
| Categoria    | Oro                     | Tempo   | Argento          | Tempo   | Bronzo                   | Tempo   |
| Open         |                         |         |                  |         |                          |         |
| Open HW      | Bartosz Zablocki        | 05'45"8 | Pavel Shurmei    | 05'47"8 | Angel Fournier Rodriguez | 05'49"0 |
| Open LW      | Sam Melvin              | 06'14"6 | Jose Gomez-Feria | 06'16"1 | Alex Ridenour            | 06'20"0 |
| Junior       |                         |         |                  |         |                          |         |
| Junior HW    | Joseph Johnson          | 06'00"4 | Moritz Wolff     | 06'08"2 | Eric Martin              | 06'11"9 |
| Junior LW    | Henry Bellew            | 06'21"0 | Gregory Cain     | 06'21"7 | Andrew Hickey            | 06'23"9 |
| Master       |                         |         |                  |         |                          |         |
| Master HW    | Ante Kusurin            | 06'00"8 | Derek Peterson   | 06'04"0 | Jordan Weide             | 06'04"5 |
| Master LW    | Matthias Schömann-Finck | 06'15"7 | Andrew Neils     | 06'21"8 | Marshall Godschalk       | 06'22"9 |
| Senior       |                         |         |                  |         |                          |         |
| Senior HW    | Luke Wollenschlaeger    | 06'01"3 | Sam Blythe       | 06'01"6 | Marcos Sarmiento         | 06'03"5 |
| Senior LW    | Steve Johnson           | 06'24"4 | Morgan Soutter   | 06'29"0 | Danny Ryan               | 06'32"1 |
| Veteran      |                         |         |                  |         |                          |         |
| Veteran A HW | Dietmar Kuttelwascher   | 06'11"1 | Robert Constable | 06'16"1 | Paul Nash                | 06'18"8 |
| Veteran A LW | Alastair Peake          | 06'34"6 | Jim Stork        | 06'59"4 | Jeff Hunt                | 07'04"9 |

### Donne
| Categoria    | Oro                  | Tempo   | Argento            | Tempo   | Bronzo             | Tempo   |
| Open         |                      |         |                    |         |                    |         |
| Open HW      | Olena Buryak         | 06'33"0 | Georgie Rowe       | 06'40"4 | José van Veen      | 06'41"7 |
| Open LW      | Erin Roberts         | 06'58"1 | Hillary Saeger     | 07'06"5 | Ann Phillips       | 07'19"7 |
| Junior       |                      |         |                    |         |                    |         |
| Junior HW    | Kaitlyn Kynast       | 06'50"2 | Abby Tarquinio     | 06'55"3 | Kelsey McGinley    | 07'08"0 |
| Junior LW    | Caroline Sharis      | 07'15"2 | Marguerite Trost   | 07'23"5 | Lindsey Rust       | 07'25"3 |
| Master       |                      |         |                    |         |                    |         |
| Master HW    | Jordan Falcone       | 07'00"6 | Kathleen Kirchhoff | 07'07"4 | Sarah Henry        | 07'14"9 |
| Master LW    | Heather Kenton       | 07'24"9 | Sarah Rogerson     | 07'26"7 | Lisa Munyon        | 07'29"8 |
| Senior       |                      |         |                    |         |                    |         |
| Senior HW    | Anna-Marie de Zwager | 06'59"4 | Jill Hathaway      | 07'14"0 | Erin Sullivan      | 07'15"2 |
| Senior LW    | Justine Reston       | 07'16"7 | Tina Vandersteel   | 07'36"9 | Michelene Flanigon | 08'15"2 |
| Veteran      |                      |         |                    |         |                    |         |
| Veteran A HW | Margit Haahr Hansen  | 07'04"1 | Susan Luke Bordene | 07'48"2 | Beth Burchill      | 07'19"0 |
| Veteran A LW | Saiya Remmler        | 07'34"2 | Arlene Wade        | 06'59"4 | Kim Dittus         | 08'08"8 |